# Луцій Цецилій Метелл (консул 68 року до н. е.)
Лу́цій Цеци́лій Мете́лл (112—68 роки до н. е.) — політичний, державний та військовий діяч Римської республіки, консул 68 року до н. е.

## Життєпис
Походив з роду нобілів Цециліїв. Син Гая Цецилія Метелла Капрарія, консула 113 року до н. е.
У 96 році до н. е. Луцій Цецилій став монетарієм. У 71 році до н. е. його обрано претором. На цій посаді як провінцію отримав Сицилію, яку він привів до ладу, поліпшивши стан місцевих міст, збір податків. Водночас Цецилій з успіхом захищав острів від піратів. У 68 році до н. е. його обрано консулом разом з Квінтом Марцієм Рексом. Втім незабаром Луцій Цецилій Метелл сконав на посаді, через що було призначено консула-суфекта Сервілія Ватія.

## Родина
- Луцій Цецилій Метелл, народний трибун 49 року до н. е.